# Gaston Janssen
Louis Guillaume Gaston Janssen, francoski general, * 1884, † 1940.